# Morsains
Morsains é uma comuna francesa na região administrativa do Grande Leste, no departamento de Marne. Estende-se por uma área de 14.33 km², e possui 134 habitantes, segundo o censo de 2018, com uma densidade de 9.4 hab/km².